# Campeonato Europeo de Karate de 2023
El LVIII Campeonato Europeo de Karate se celebró en Guadalajara (España) entre el 22 y el 26 de marzo de 2023 bajo la organización de la Federación Europea de Karate (EKF) y la Real Federación Española de Karate.
Inicialmente, el campeonato iba a realizarse en Moscú (Rusia), pero debido a la Invasión rusa de Ucrania, esta sede fue cancelada.
Las competiciones se realizaron en el Palacio Multiusos de la ciudad española.

## Medallistas

### Masculino
| Evento                     | Oro | Plata | Bronce |
| -------------------------- | --- | --- | --- |
| Kumite –60 kg (25.05)      | Angelo Crescenzo · Italia | Jristos-Stefanos Xenos · Grecia                                                                           | Eray Şamdan · Turquía · Florian Haas · Alemania |
| Kumite –67 kg (25.05)      | Steven Da Costa Francia | Dionysios Xenos · Grecia                                                                                  | Burak Uygur Turquía Tural Ağalarzadə Azerbaiyán |
| Kumite –75 kg (25.05)      | Andri Zaplitny · Ucrania | Erman Eltemur Turquía                                                                                     | Fərid Ağayev · Azerbaiyán · Quentin Mahauden · Bélgica |
| Kumite –84 kg (25.05)      | Michele Martina · Italia | Enes Garibović · Croacia                                                                                  | Konstantinos Mastroyannis · Grecia · Brian Timmermans · Países Bajos |
| Kumite +84 kg (25.05)      | Mehdi Filali Francia | Yeoryos Tzanos · Grecia                                                                                   | Babacar Seck · España · Anđelo Kvesić · Croacia |
| Kumite por equipos (26.05) | Ucrania · Valeri Chobotar · Stanislav Horuna · Valeri Sonnyj · Ryzvan Talibov · Andri Toroshanko · Kostiantyn Tsymbal · Andri Zaplitny | Francia Enzo Berthon Kilian Cizo Jessie Da Costa Steven Da Costa Mehdi Filali Thanh-Liêm Lê Younesse Salm | Croacia · Jakov Bunjevac · Enes Garibović · Anđelo Kvesić · Ivan Kvesić · Ivan Martinac · Ante Mrvičić · Zvonimir Živković Turquía · Eren Akkurt · Uğur Aktaş · Ömer Arslan · Enes Bulut · Ömer Özer · Fatih Şen · Ömer Yürür |
| Kata individual (25.05)    | Damián Quintero · España | Mattia Busato · Italia                                                                                    | Kutluhan Duran · Turquía · Yuki Ujihara · Suiza |
| Kata por equipos (26.05)   | Turquía Emre Vefa Göktaş Enes Özdemir Ali Sofuoğlu                                                                                     | España · Sergio Galán López · Óscar García Cuadrado · Alejandro Manzana Díaz                              | Italia · Mattia Busato · Gianluca Gallo · Alessandro Iodice Montenegro · Arijan Kočan · Vladimir Mijač · Nikola Milić |

### Femenino
| Evento                     | Oro                                                                       | Plata                                                                    | Bronce |
| -------------------------- | ------------------------------------------------------------------------- | ------------------------------------------------------------------------ | --- |
| Kumite –50 kg (25.05)      | Shara Hubrich · Alemania                                                  | Serap Özçelik Turquía                                                    | Erminia Perfetto · Italia · Nadia Gómez Morales · España                                                                                                |
| Kumite –55 kg (25.05)      | Anzhelika Terliuga · Ucrania                                              | Veronica Brunori · Italia                                                | Tuba Yakan · Turquía · Gizem Bugur · Alemania |
| Kumite –61 kg (25.05)      | Reem Khamis · Alemania                                                    | Anita Seroguina · Ucrania                                                | Anna-Johanna Nilsson · Suecia · Konstantina Jrysopulu · Grecia                                                                                          |
| Kumite –68 kg (25.05)      | Elena Quirici · Suiza                                                     | İrina Zaretska Azerbaiyán                                                | Silvia Semeraro · Italia · María Nieto Mejías · España                                                                                                  |
| Kumite +68 kg (25.05)      | Johanna Kneer · Alemania                                                  | Fəridə Əliyeva Azerbaiyán                                                | Nancy Garcia · Francia · Clio Ferracuti · Italia |
| Kumite por equipos (26.05) | Alemania · Gizem Bugur · Reem Khamis · Johanna Kneer · Madeleine Schröter | Croacia · Sadea Bećirović · Lucija Lesjak · Lea Vukoja · Mia Greta Zorko | Italia · Pamela Bodei · Clio Ferracuti · Alessandra Mangiacapra · Silvia Semeraro Francia · Alizée Agier · Léa Avazeri · Thalya Sombe · Jennifer Zameto |
| Kata individual (25.05)    | Paola García Lozano · España                                              | Helvétia Taily Francia                                                   | Terryana D'Onofrio · Italia · Dilara Bozan · Turquía |
| Kata por equipos (26.05)   | Italia · Carola Casale · Terryana D'Onofrio · Noemi Nicosanti             | España · María López Pintado · Lidia Rodríguez Encabo · Raquel Roy Rubio | Turquía Zehra Kaya Damla Pelit Damla Türemen Francia Maï-Linh Bui Romane Leitao Helvétia Taily                                                          |

## Medallero
| Núm. | País         | Oro | Plata | Bronce | Total |
| ---- | ------------ | --- | ----- | ------ | ----- |
| 1    | Alemania     | 4   | 0     | 2      | 6     |
| 2    | Italia       | 3   | 2     | 6      | 11    |
| 3    | Ucrania      | 3   | 1     | 0      | 4     |
| 4    | España       | 2   | 2     | 3      | 7     |
| 4    | Francia      | 2   | 2     | 3      | 7     |
| 6    | Turquía      | 1   | 2     | 7      | 10    |
| 7    | Suiza        | 1   | 0     | 1      | 2     |
| 8    | Grecia       | 0   | 3     | 2      | 5     |
| 9    | Azerbaiyán   | 0   | 2     | 2      | 4     |
| 9    | Croacia      | 0   | 2     | 2      | 4     |
| 11   | Bélgica      | 0   | 0     | 1      | 1     |
| 11   | Montenegro   | 0   | 0     | 1      | 1     |
| 11   | Países Bajos | 0   | 0     | 1      | 1     |
| 11   | Suecia       | 0   | 0     | 1      | 1     |
|      | TOTAL        | 16  | 16    | 32     | 64    |